# Theix
Theix foi uma comuna francesa na região administrativa da Bretanha, no departamento Morbihan. Estendia-se por uma área de 47,18 km². Em 2010 a comuna tinha 8 349 habitantes (densidade: 177 hab./km²).
Em 1 de janeiro de 2016, passou a formar parte da comuna de Theix-Noyalo.